# Боровлянка (Третьяковский район)
Боровлянка — посёлок в Третьяковском районе Алтайского края. Входит в состав Новоалейского сельсовета.

## География
Расположен на реке Малая Боровлянка, в 8 км к юго-западу от села Новоалейское.

## Население
| 1997 | 1998 | 1999 | 2000 | 2001 | 2002 |
| ---- | ---- | ---- | ---- | ---- | ---- |
| 85   | ↗118 | ↘108 | ↘95  | ↗100 | ↘87  |
| 2003 | 2004 | 2005 | 2006 | 2007 | 2008 |
| ↘79  | ↘73  | ↘71  | ↘69  | ↗74  | ↗79  |
| 2009 | 2010 | 2011 | 2012 | 2013 |      |
| ↘71  | ↘60  | ↘58  | ↘52  | ↘49  |      |

Национальный состав
Согласно результатам переписи 2002 года, в национальной структуре населения русские составляли 95 %.